# Schesaplanahütte
Die Schesaplanahütte (auch Schesaplanahaus) ist eine Berghütte der Sektion Pfannenstiel des Schweizer Alpen-Clubs im Kanton Graubünden (Schweiz). Sie liegt 14 km nordöstlich von Seewis im Prättigau auf einer Höhe von 1908 m ü. M. an der Südflanke der Schesaplana.
Die Hütte wurde 1898 erbaut.
Sie bietet 63 Schlafplätze und ist in der Sommersaison von Juni bis Mitte Oktober bewirtschaftet. Im Winter steht Tourenskifahrern ein Winterraum offen.

## Zugänge
- von Seewis im Prättigau auf der Waldstrasse über Cani in 4 Stunden
- ab Fanas mit der Luftseilbahn Eggli (Voranmeldung nötig) - Ludera - Egg - Vordersäss 3½ Stunden
- ab Malans mit der Älplibahn (Voranmeldung nötig) - über Kamm - Alp Ijes - Sanalada - Alp Fasons 6½ Stunden
- ab Malbun (FL) über Pfälzerhütte - Grosse Furgga 6 Stunden
- ab Brand (Vorarlberg) Lünerseebahn - über Cavelljoch 3½ Stunden

Alle Zugänge weiss-rot-weiss markiert.

## Touren
Die Hütte ist Etappenort der viertägigen Trekkingroute Prättigauer Höhenweg (mit Nr. 72 markiert) von Klosters nach Seewis im Prättigau sowie des grenzüberschreitenden Wanderweges Via Alpina. Die Nachbarhütte auf dem Höhenweg ist die Carschinahütte.
Von der Schesaplanahütte führt ein steiler, weiss-blau-weiss markierter Anstieg in 3¼ Stunden auf den Gipfel der Schesaplana. Er ist nur für geübte und trittsichere Bergwanderer zu empfehlen und in den schwierigsten Abschnitten durch Seile gesichert.
Für Biker ist die Schesaplanahütte im Sommer ein attraktives Ziel.